# コメウィネ地方
コメウィネ地方（オランダ語: Commewijne）はスリナムの地方のひとつ。首府はニーウ・アムステルダム。
スリナム川の右岸に位置する。域内をコメウィネ川が流れる。
観光地としてニーウ・アムステルダム要塞がある。

## 隣接行政区画
北は大西洋に面する。
- マロウィネ地方
- パラ地方
- ワニカ地方
- パラマリボ地方

## 下位行政区画

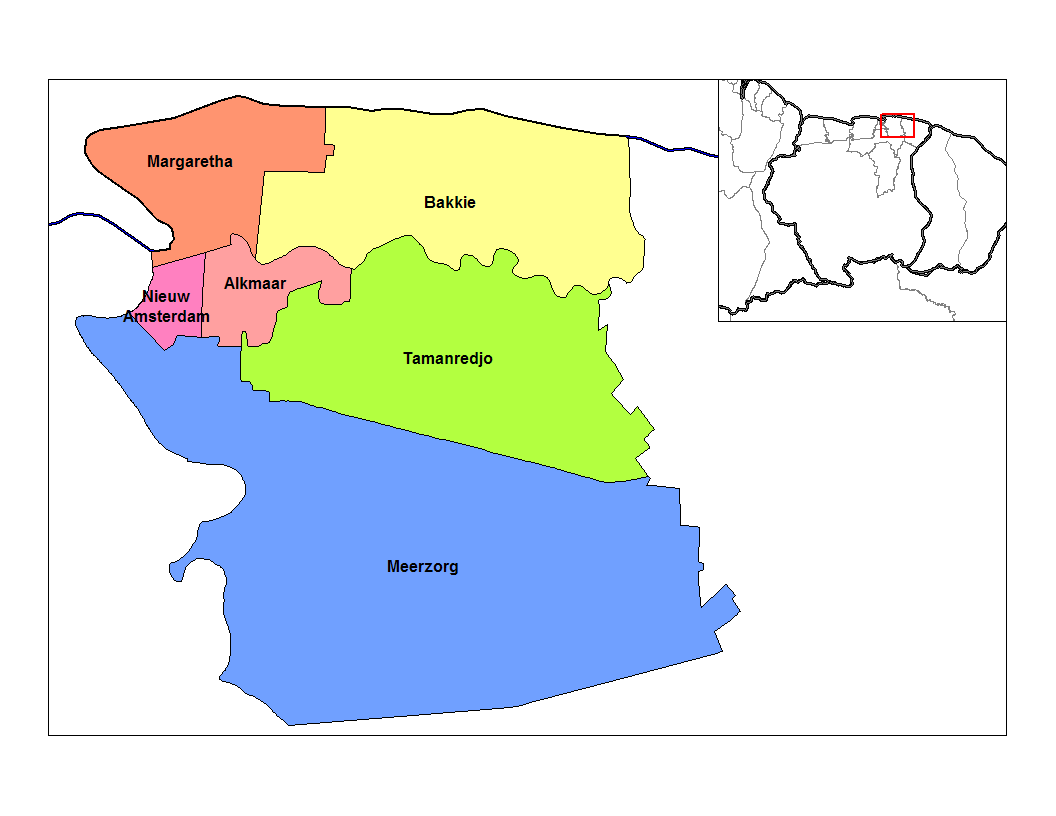
コメウィネ地方のレソート

- アルクマール（英語版）
- バッキー（英語版）
- ヨハン & マルガレータ（英語版）
- ミーアゾーグ（英語版）
- ニーウ・アムステルダム（英語版）
- タマンレッジョ（英語版）

## 住民
- ジャワ系スリナム人（英語版）
- インド系スリナム人（英語版）

## 村
- アルリアンス（英語版）
- エーフラタ（英語版）
- カトウェイク（英語版）
- クローネンバーグ（英語版）
- ラールウェイク（英語版）
- マリエンブルグ（英語版）
- ストルケルツアイフェル（英語版）